# Fritz André
Fritz André (18 de setembro de 1946) é um ex-futebolista profissional haitiano que atuava como defensor.

## Carreira
Fritz André fez parte do elenco histórico da Seleção Haitiana de Futebol, na Copa do Mundo de 1974, ele teve uma presença na derrota para a Polônia por 7-0.

## Ligações Externas
- Perfil em Fifa.com (em inglês)